# ۱۷۲۹ (میلادی)
این صفحه شامل فهرستی از وقایع مهم در ۱۷۲۹ میلادی است.

## زادگان
- 2 مه - کاترین دوم روسیه : امپراتریس روسیه.

- ۱۰ اوت – ویلیام هاو، سیاست‌مدار بریتانیایی (د. ۱۸۱۴)
- ۲۴ نوامبر – الکساندر سوورف، نظامی روسی (د. ۱۸۰۰)

## درگذشت‌ها
- سمیوئل کلارک فیلسوف انگلیسی.

- ۵ اوت – توماس نیو کامن، مخترع و مهندس بریتانیایی (ز. ۱۶۶۳)

## نبردها
- جنگ نادر شاه افشار با اشرف افغان در مهماندوست دامغان که به پیروزی نادر شاه انجامید .